# Thomas Sylvester Taylor
Thomas Sylvester Taylor, detto Tom (Galt, 4 dicembre 1880 – Winnipeg, 15 agosto 1945), è stato un calciatore canadese, di ruolo attaccante.

## Carriera
È stato campione olimpico al 2º torneo olimpico di calcio del 1904 svoltosi a St. Louis, vincendo l'oro con il Galt FC (Ontario, Canada), e fu insieme al connazionale Alexander Noble Hall il capocannoniere del torneo.